# Museo archeologico nazionale di Altino
Il Museo nazionale e Area archeologica di Altino è un museo archeologico situato nella frazione di Altino, nel comune di Quarto d'Altino, in provincia di Venezia, nei pressi del sito archeologico di Altinum.
Il museo, che conserva i reperti archeologici più rappresentativi di Altino (centro veneto e romano di grande importanza, attivo tra VIII secolo a.C. e V secolo d.C. sul margine settentrionale della laguna che sarà di Venezia), assieme al vicino sito archeologico, è incluso nel sito patrimonio dell'umanità "Venezia e la sua laguna" tutelato dall'UNESCO.
Dal dicembre 2014 il Ministero per i beni e le attività culturali lo gestisce tramite il Polo museale del Veneto, nel dicembre 2019 divenuto Direzione regionale Musei.

## Storia

### Il vecchio museo

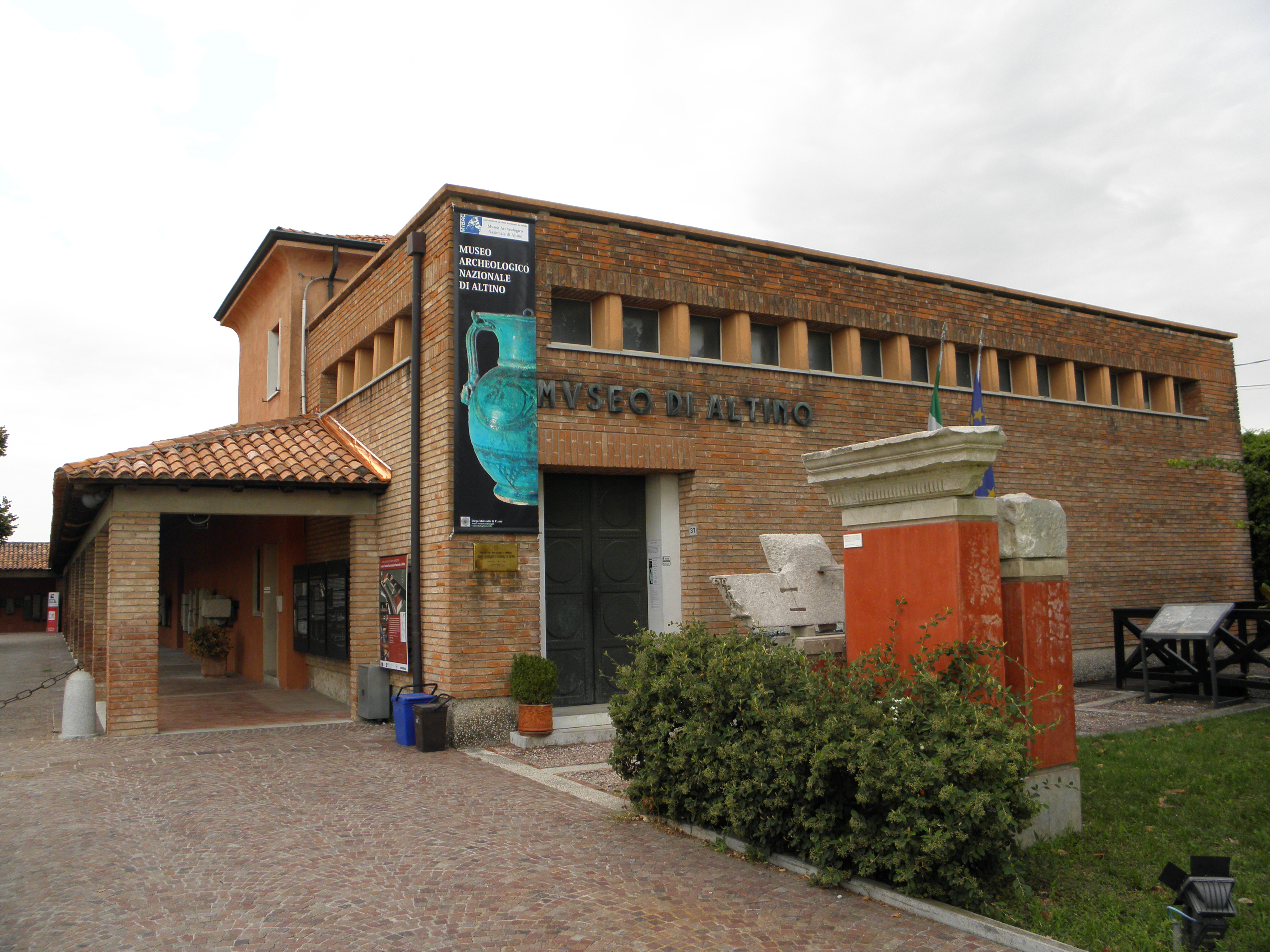
La vecchia sede del Museo, oggi utilizzata come magazzino dei reperti archeologici (AltinoLab)

Alla fine degli anni 1950 iniziò la costruzione della sede del museo, su progetto dell'architetto Ferdinando Forlati, per raccogliere i reperti rinvenuti alla fine del XIX secolo durante le lavorazioni agricole e nei primi scavi del 1936-1937. Inizialmente gli oggetti furono conservati presso Villa Reali a Dosson (Treviso).
Il piccolo museo, realizzato dalla Soprintendenza e dal conte Jacopo Marcello, fu inaugurato il 29 maggio 1960 e si componeva di due ambienti, una dei quali era utilizzato come spazio espositivo suddiviso in due sale, l'altro come magazzino dei reperti archeologici rinvenuti; nel porticato esterno sono esposte alcune lapidi. Fino ad allora, il numero e soprattutto l'importanza degli scavi nella zona in questione, sotto la gestione della Soprintendenza Archeologica, erano risultate estremamente basse. A partire dal 1966, tuttavia, furono effettuati nella zona di Via Annia numerosi scavi, che riportarono alla luce oltre 2000 reperti delle tombe e dei luoghi di sepoltura. All'epoca della sua inaugurazione il Museo aveva meno di un migliaio di oggetti, mentre oggi ci sono più di 40.000 reperti, provenienti dalle aree archeologiche circostanti di Altino, in mezzo alle quali si trova il museo.
Per alcune parti della raccolta, come ad esempio iscrizioni, stele funerarie o reperti vitrei, sono stati realizzati singoli studi archeologici e vengono organizzate mostre specializzate.

Il primo direttore del museo fu l'archeologo Michele Tombolani (1943-1989), sostituito nel 1987 dall'archeologa Margherita Tirelli. Dal 2015 il nuovo direttore del museo è l'archeologa Mariolina Gamba.

### Il nuovo museo

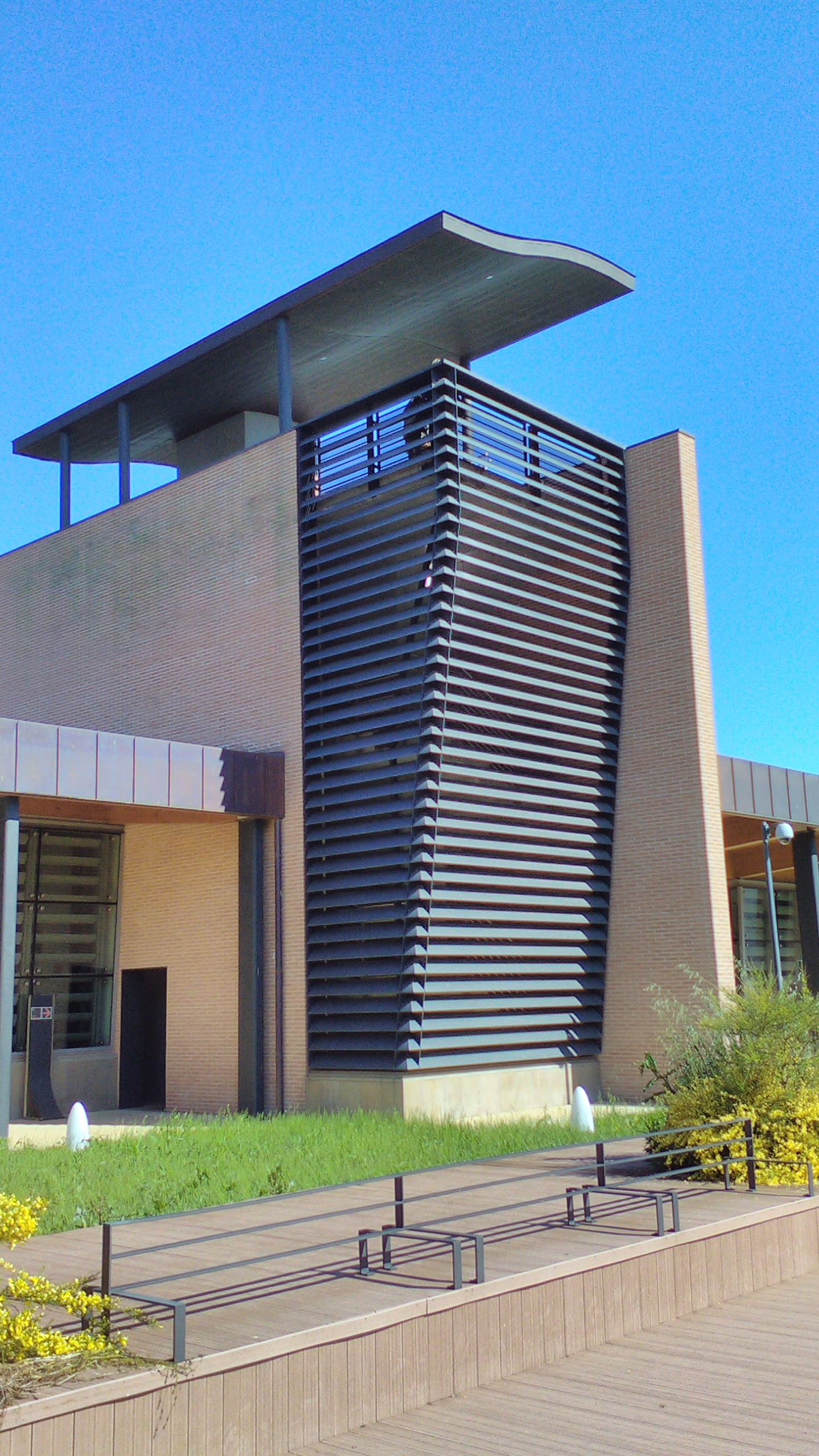
La nuova torre di osservazione del Museo nazionale e Area archeologica di Altino

A causa del crescente numero di reperti, si decise di ampliare il museo e nel 1984 lo Stato italiano acquisì due nuovi edifici (facenti parte di una fattoria ottocentesca utilizzata per la produzione di riso) in località "Fornace", a poca distanza dalla prima sede. Tuttavia, a causa della mancanza di fondi, i lavori di restauro furono interrotti dopo poco tempo. Nel dicembre 2009, grazie all'intervento della Regione Veneto e ai fondi stanziati dall'Unione Europea per complessivi 6 milioni di euro, i lavori di restauro e ripristino ripresero.
Il 12 dicembre 2014 vi fu l'inaugurazione della nuova struttura del museo, che però rimase aperto solo un giorno.

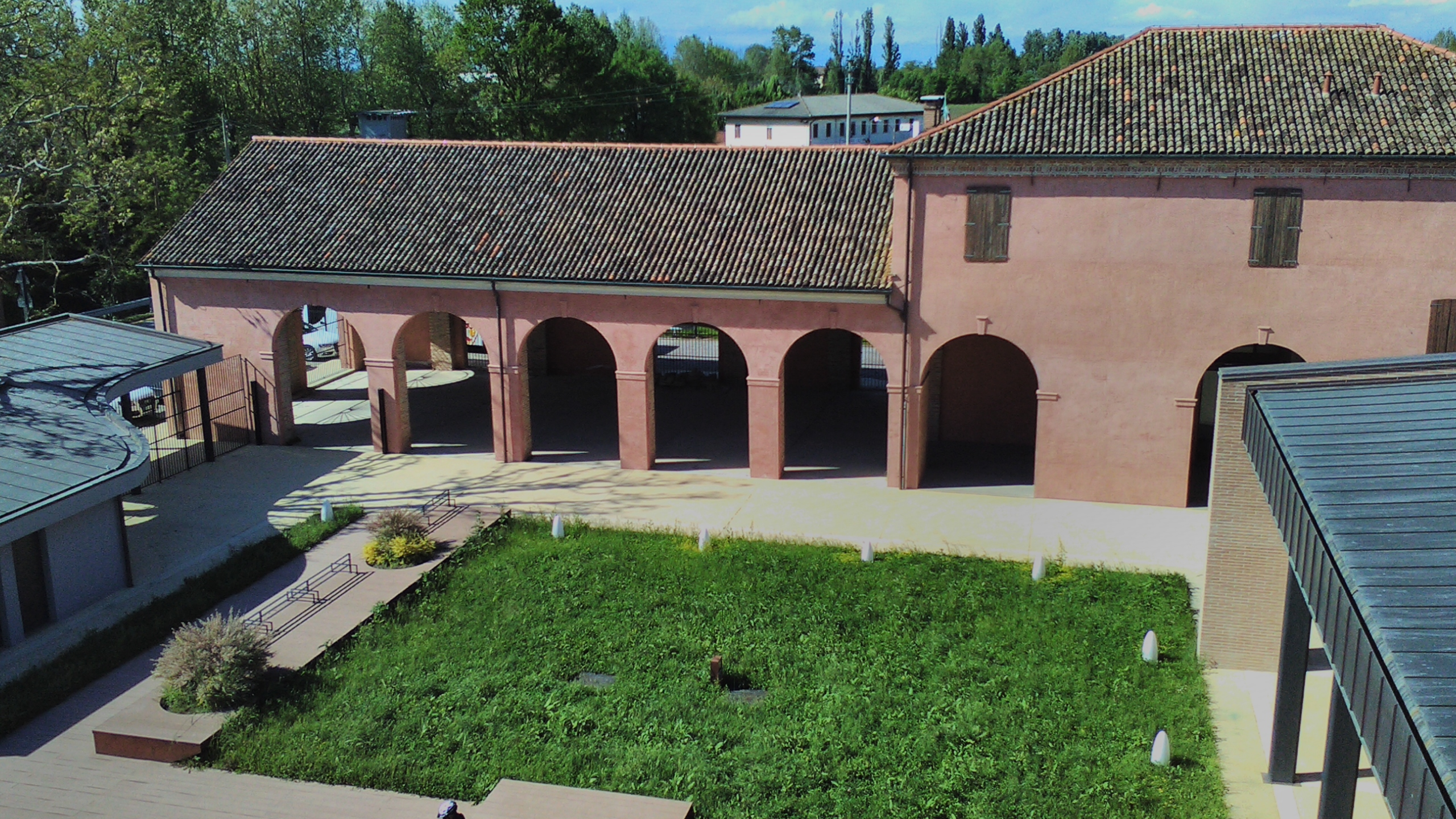
La barchessa del MANA

Il 4 luglio 2015 è stata definitivamente aperta al pubblico la nuova sede del museo archeologico, che oggi dispone di circa 1 800 m² espositivi (rispetto ai 180 m² della vecchia sede, oggi utilizzata come magazzino) sui tre piani della ex-risiera, una barchessa e una nuova struttura moderna (disegnata dall'architetto Stefano Filippi) dotata di una torre di osservazione sulla campagna circostante e la laguna di Venezia.
Gli spazi per il restauro, la catalogazione e la creazione di riproduzioni e fotografie sono stati realizzati, unitamente ad un book-shop e ad una caffetteria, ma non sono ancora stati attivati.

## L'esposizione

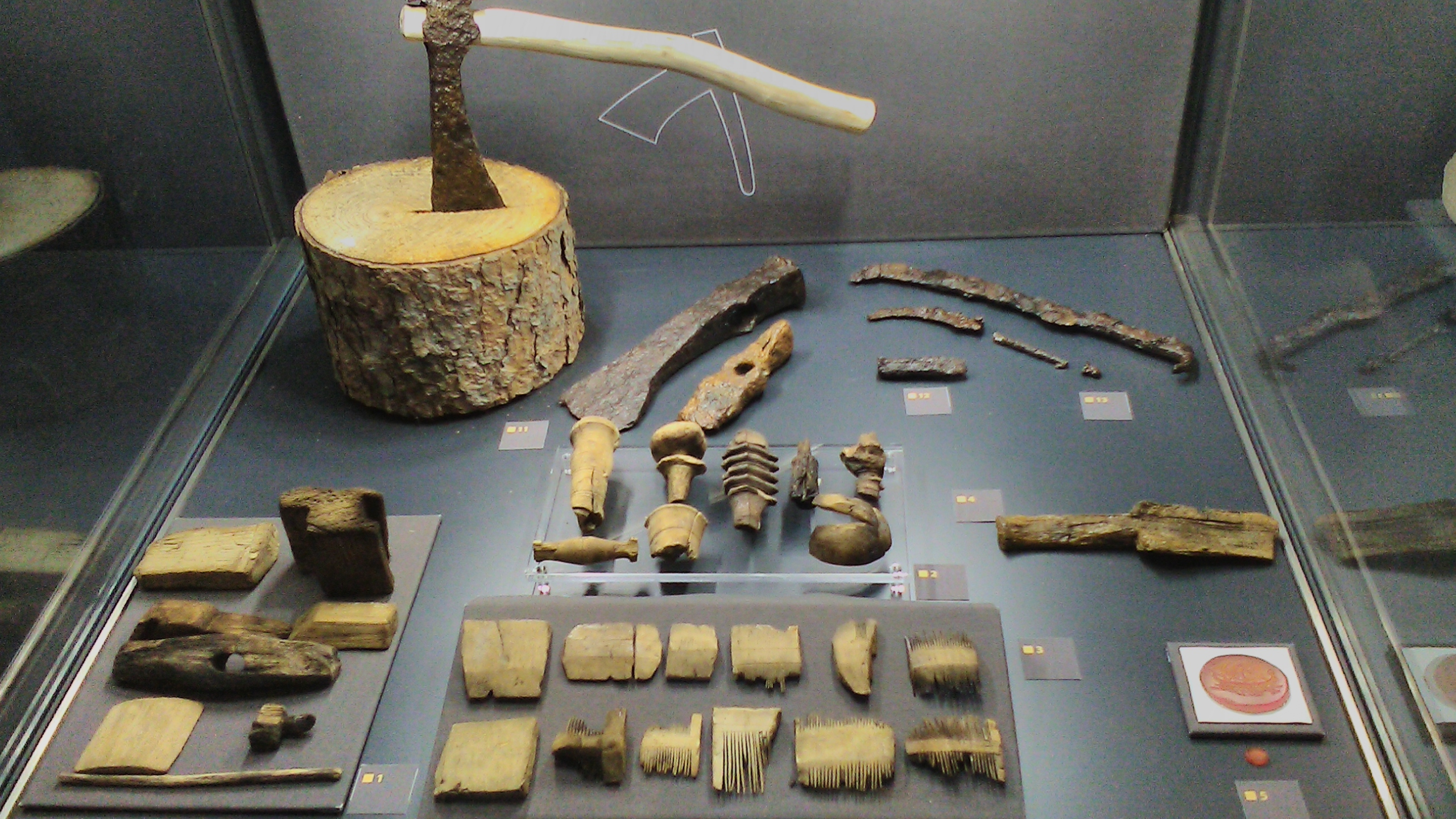
Reperti preistorici in legno

Nella prima sezione, al piano terra dell'ex risiera, si trova una selezione di reperti che attestano l'occupazione preistorica del margine lagunare nell'ambito del quale sarebbe sorta Altinum tra il X e il II millennio a.C.; nella seconda sezione, le testimonianze dello o del centro attraverso l'età del ferro (I millennio a.C.) secondo una scansione tematica: la religione, l'abitato, la lingua e la scrittura, le necropoli (con la ricostruzioni di alcune sepolture venete, celtiche e romanizzate), fino alle imponenti tombe di cavalli con, accanto, l'esposizione delle relative bardature, pezzi assai di pregio in quanto piuttosto rari.

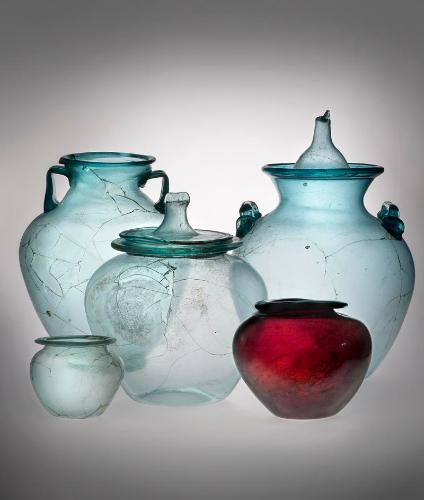
Vasi di vetro di età romana

Il primo piano è dedicato alle trasformazioni del centro di Altinum documentate attraverso i secoli che portarono l'insediamento indigeno alla romanizzazione (II–I secolo a.C.) e successivamente la piena romanità (I–III d.C.), seguendo ancora una volta un criterio tematico: l'assetto territoriale ed urbanistico, le strade, le ville e le domus, la moda e i gioielli, i personaggi, la società, le professioni, i commerci. Qui si incontrano alcuni tra gli oggetti della vita quotidiana più significativi dell'Altino romana: la collana d'oro di fabbrica tarantina (databile tra fine II a.C. e I a.C.), i vetri murrini, i ritratti marmorei che decoravano i monumenti funerari dei più ricchi, ma anche i giocattoli per i bambini e le suole di cuoio delle scarpe degli antichi altinati.
Il secondo piano, non ancora allestito, ospiterà una sezione sulle necropoli romane altinati e una sulla storia tardoantica della città.

L'allestimento verrà completato da una sezione dedicata al santuario emporico in località Fornace, la cui scoperta ha evidenziato l'importante ruolo di porto commerciale svolto da Altino preromana e romana, e dall'esposizione, al terzo piano, dei reperti di età tardoantica.

## Galleria d'immagini

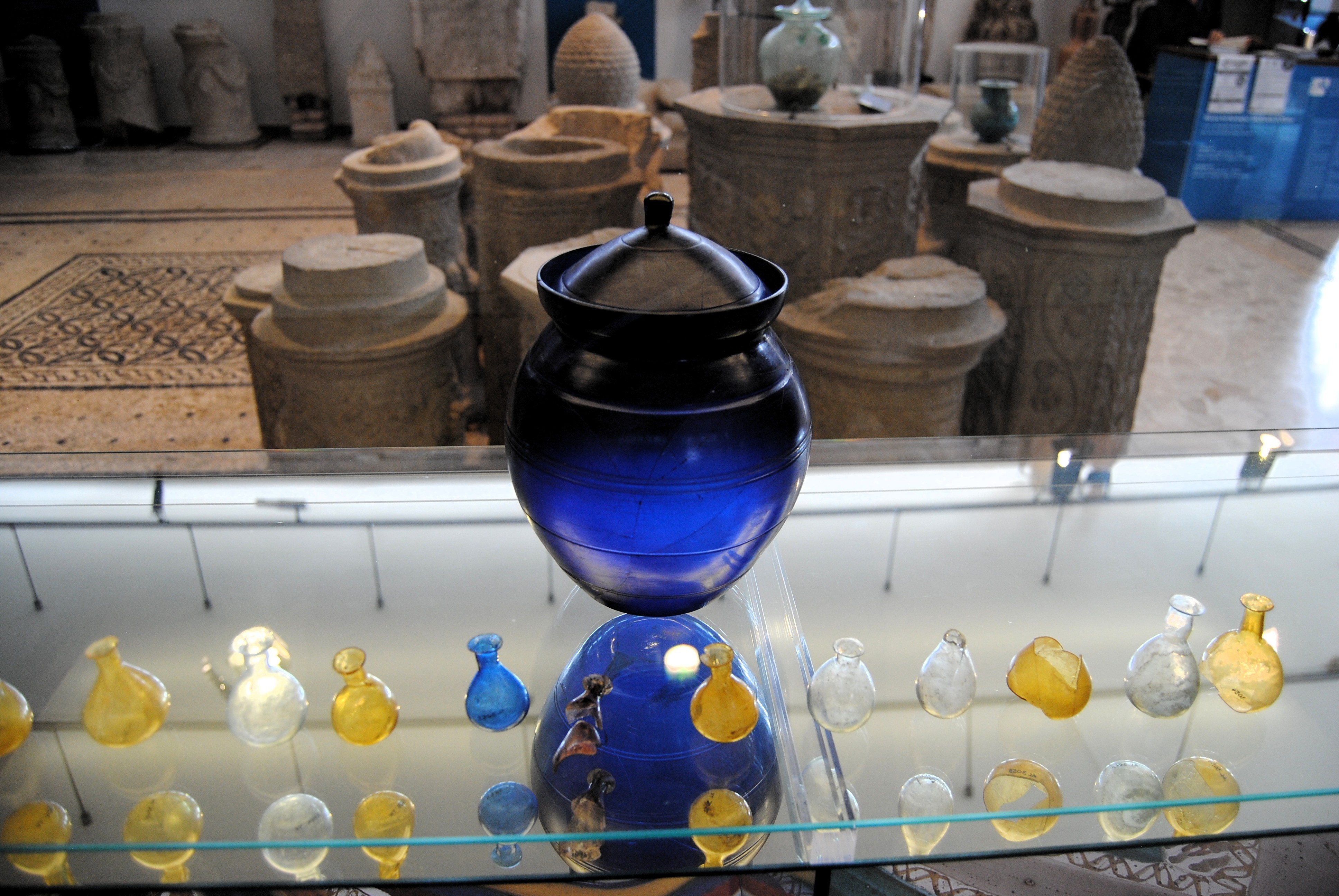
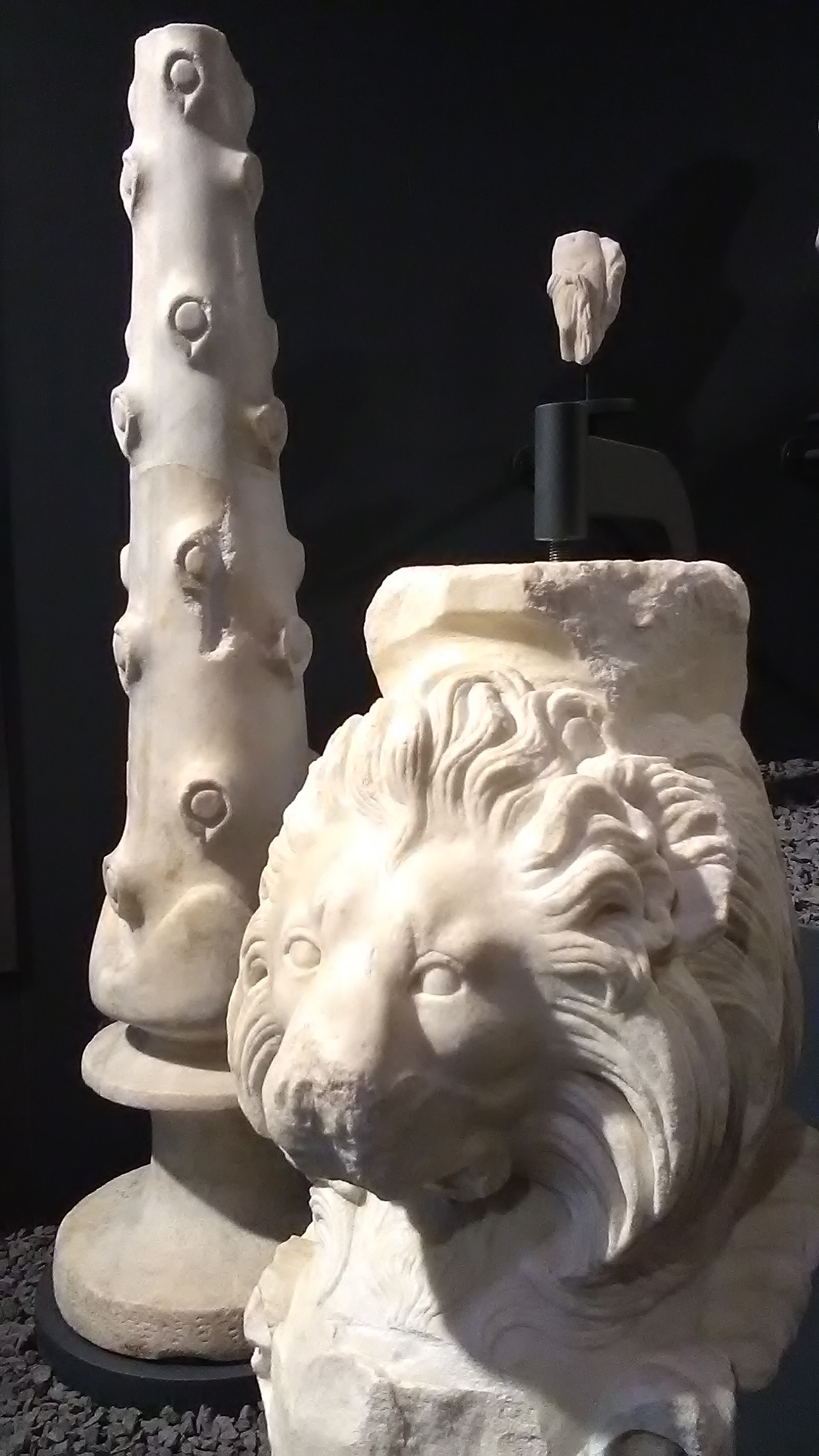
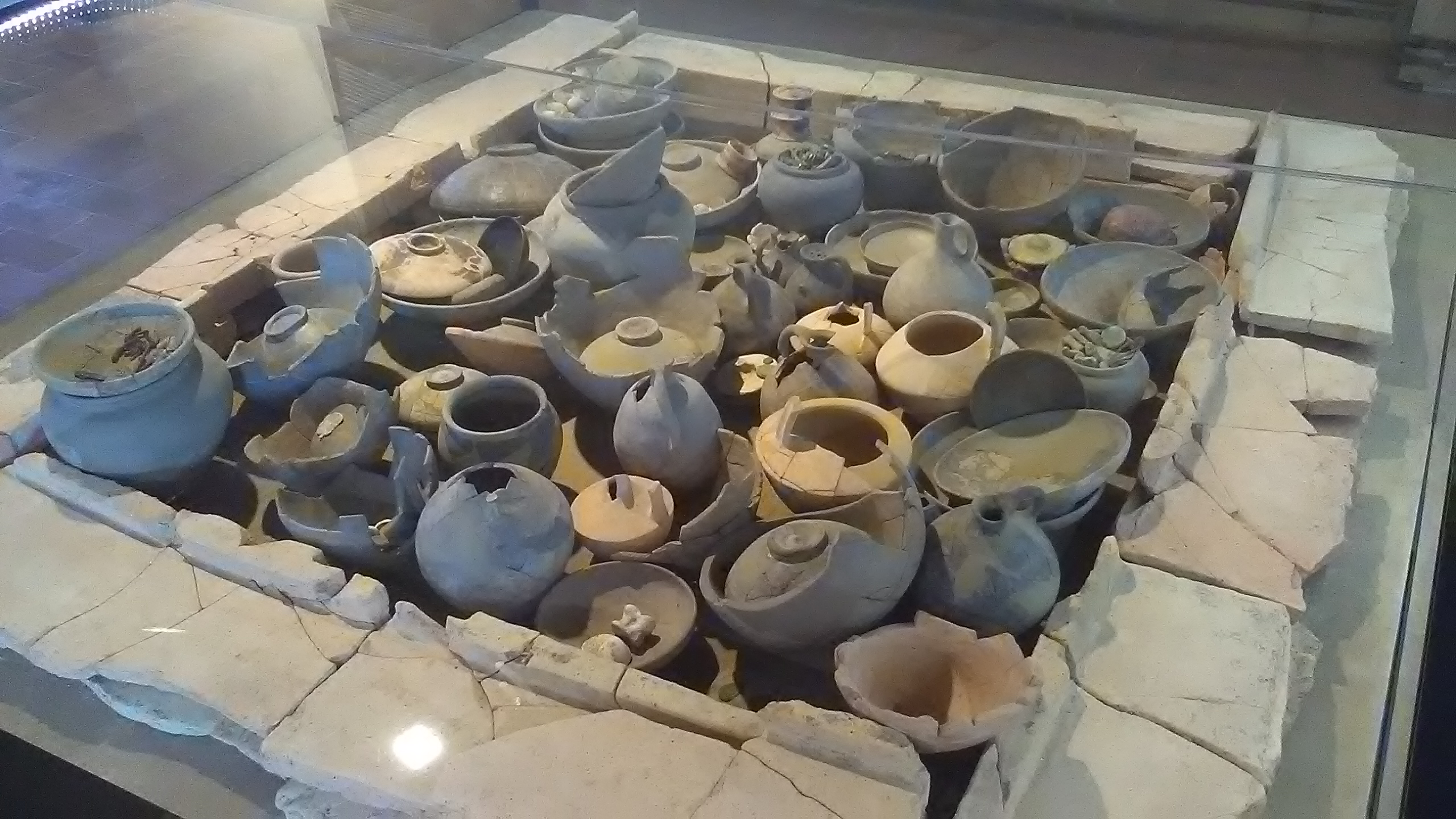
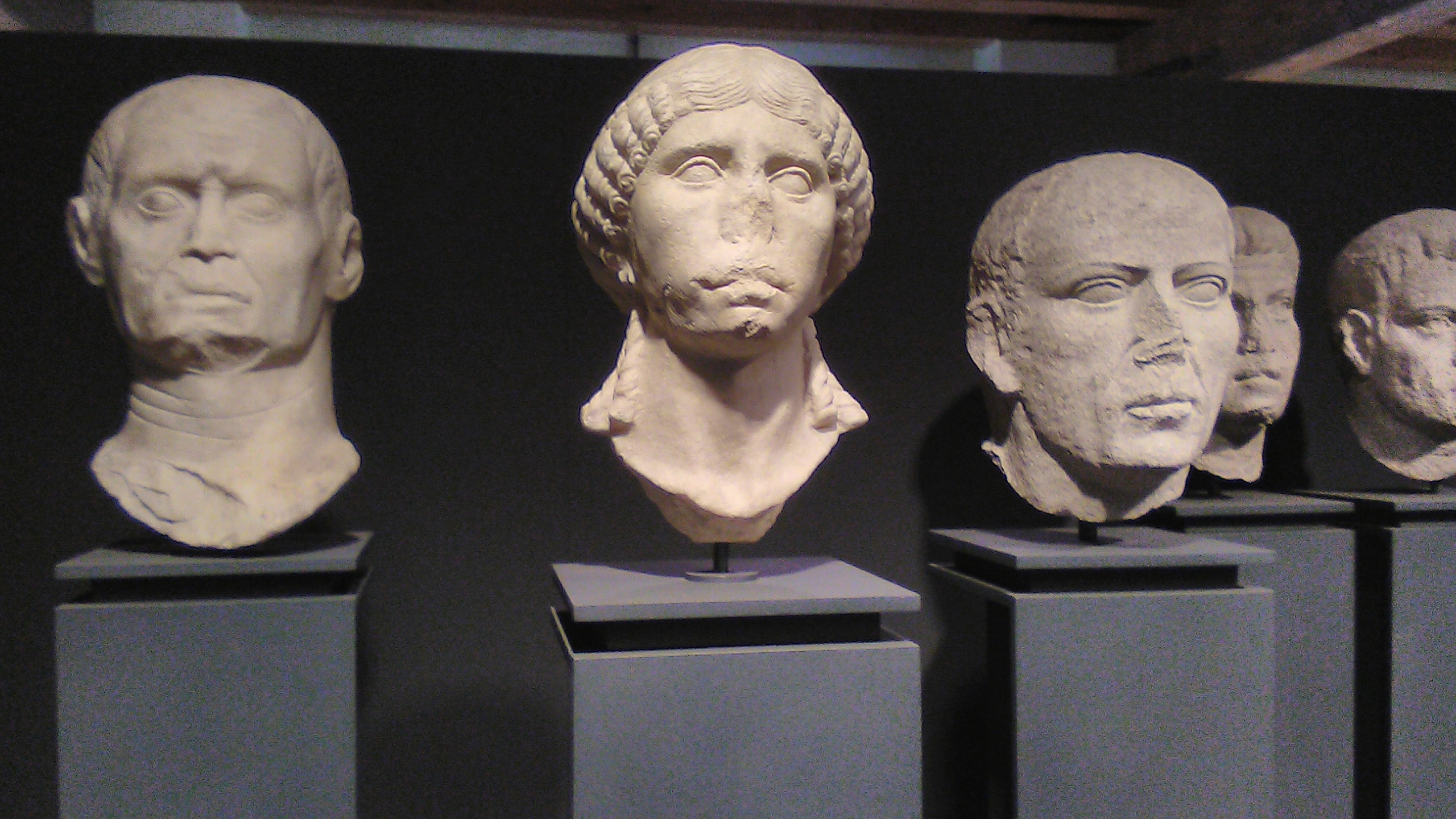
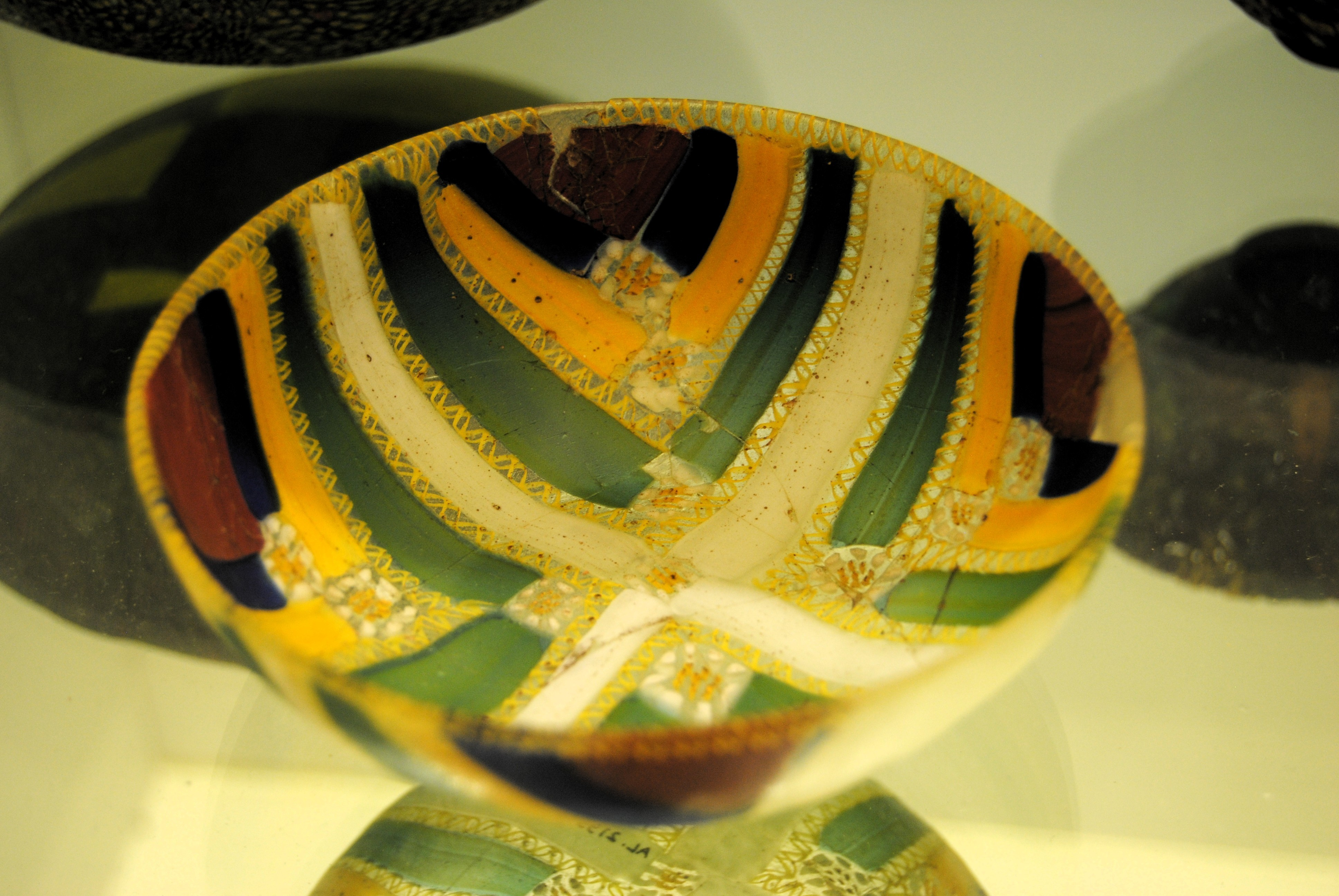
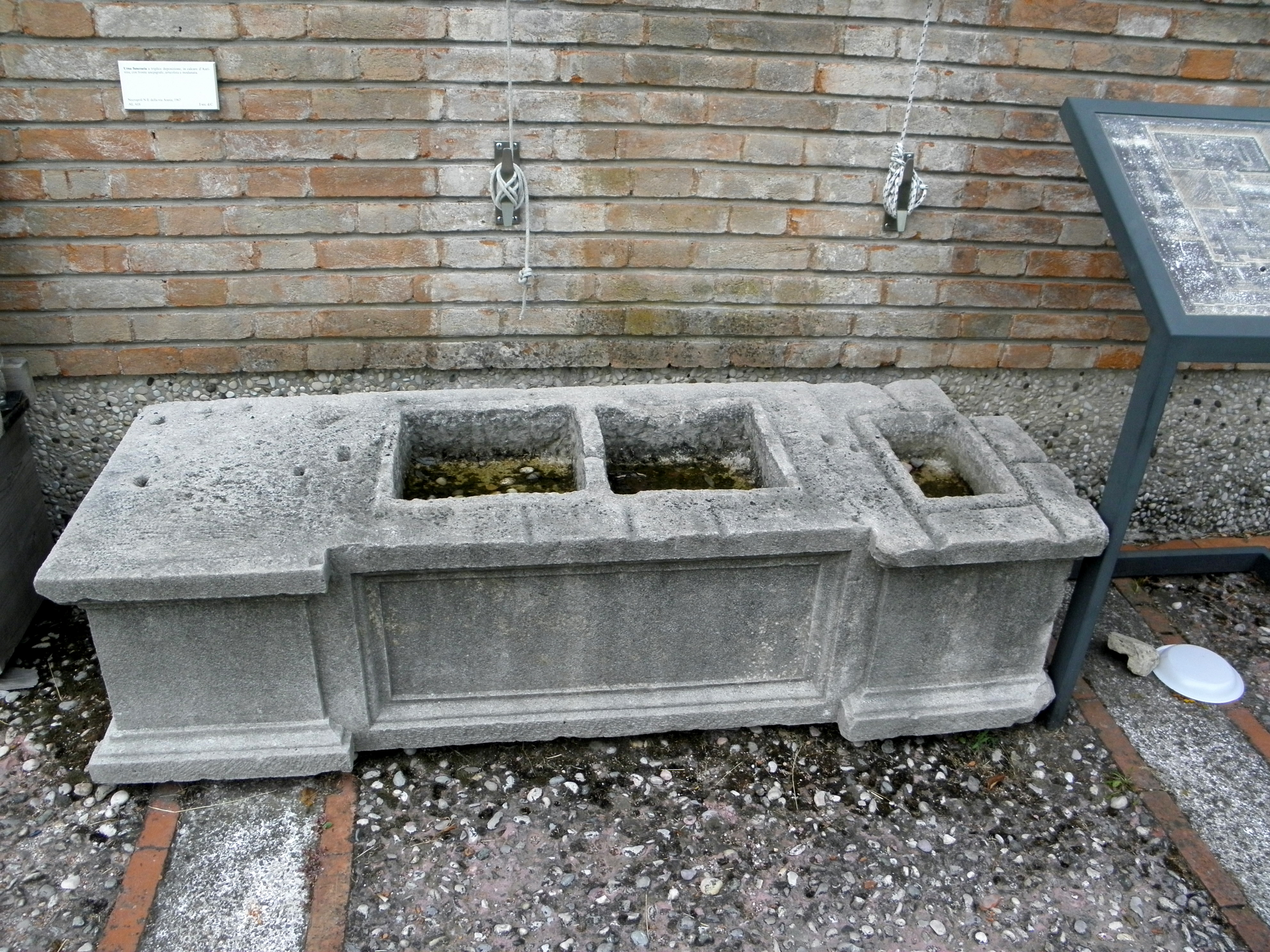

## Area archeologica di Altino

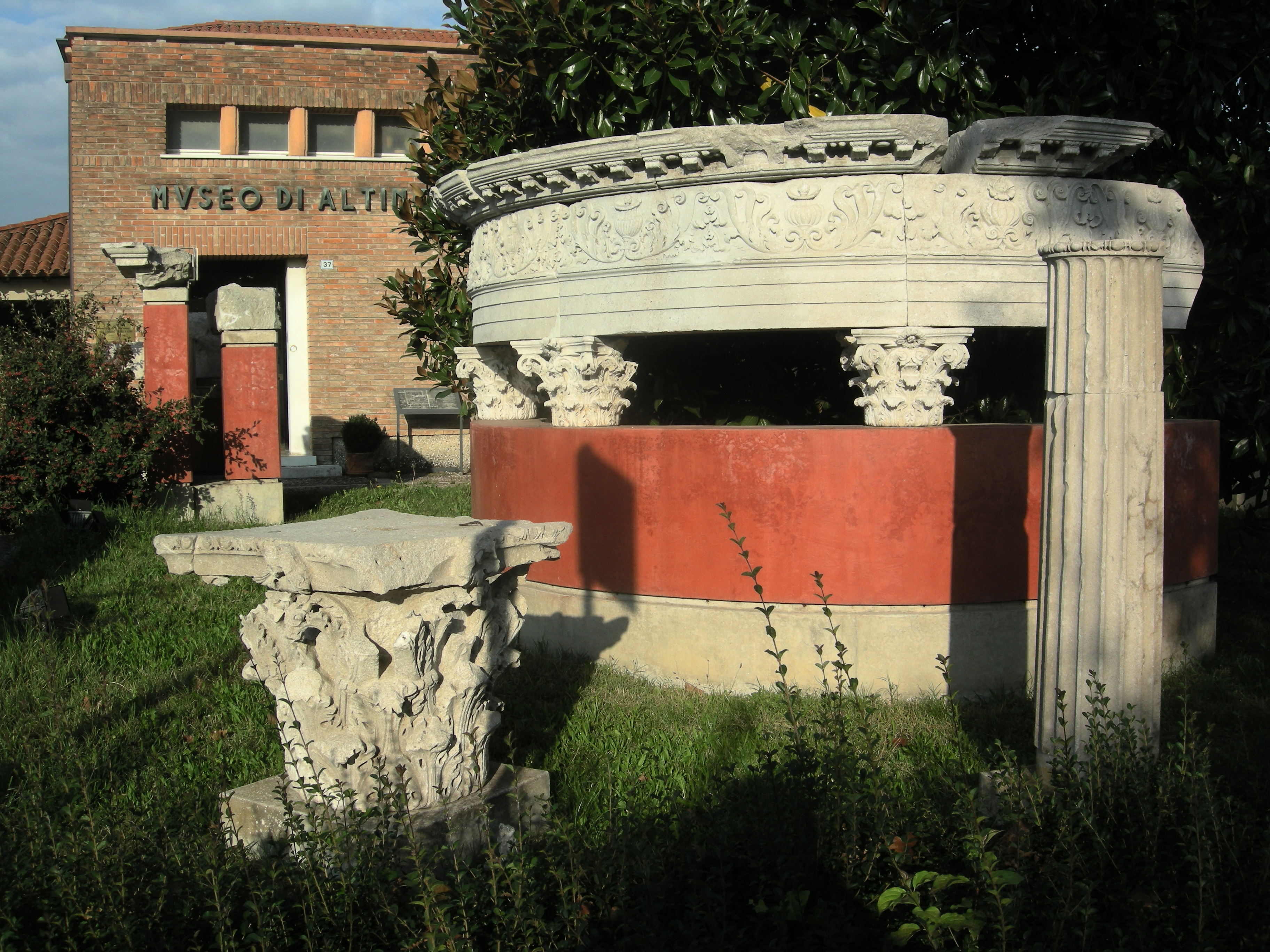
Colonne e capitelli esposti all'esterno della vecchia sede del Museo

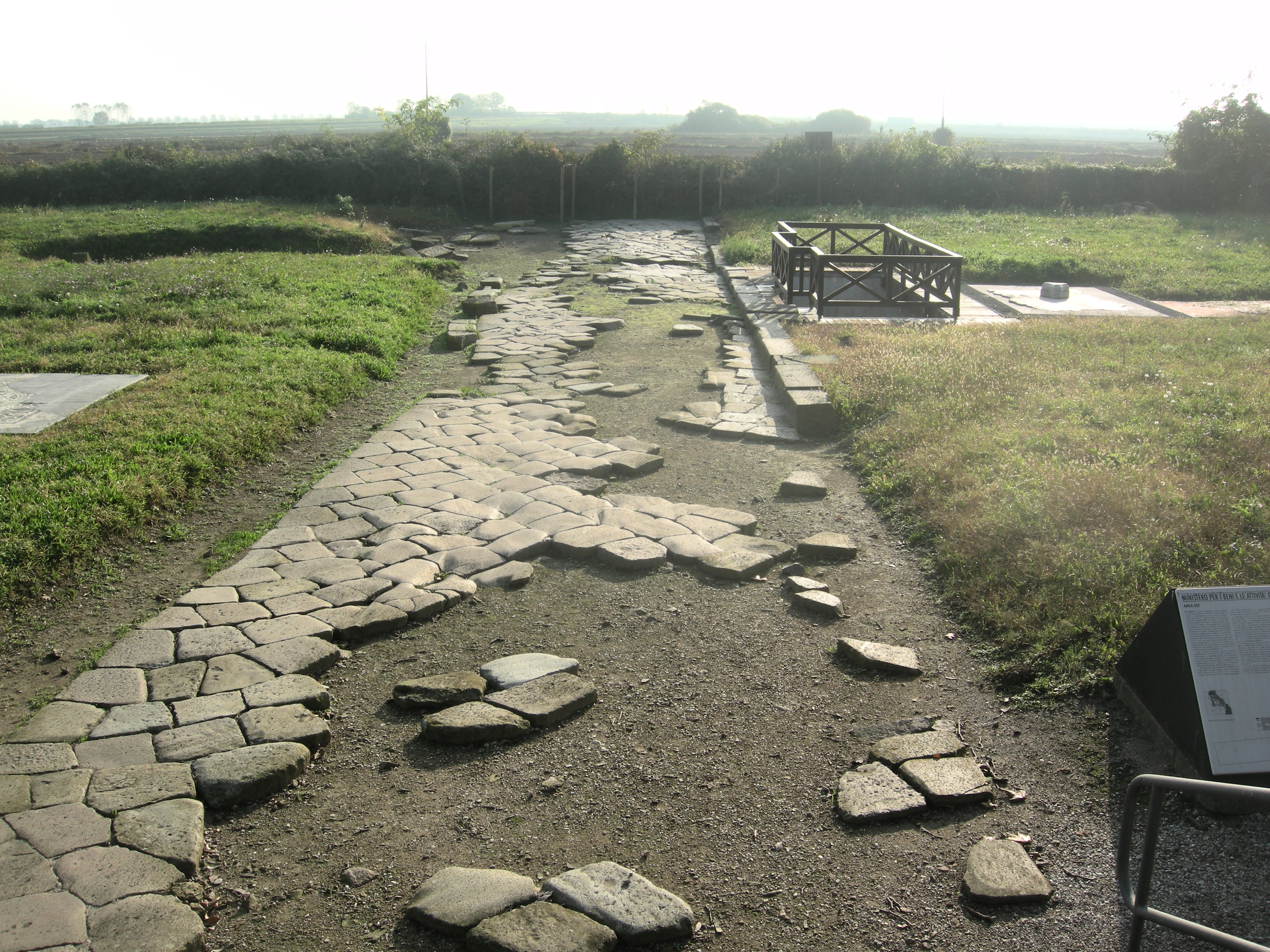
Resti del decumano che attraversava il quartiere nord-orientale della città di Altinum

L'area archeologica di Altino è la riserva archeologica della città sepolta, nota parzialmente attraverso scavi e ricerche susseguitisi dal XIX secolo in poi. A testimonianza della città antica, sono visitabili due aree archeologiche, poste a circa 500 m di distanza dal Museo archeologico nazionale di Altino e nelle adiacenze di AltinoLab, l'ex sede del museo attiva dal 1960 al 2015.
Una delle due aree conserva i resti della monumentale porta-approdo, che dal I secolo a.C. segnala l'ingresso settentrionale in città, e di un cardine urbano che collegava la porta con il centro abitato.
Nell'altra area è visibile una piccola porzione del quartiere residenziale, che costituì un’espansione urbanistica agli inizi del I secolo d.C. Colpisce soprattutto per lo straordinario stato di conservazione un tratto di strada urbana, pavimentata con basoli lapidei e delimitata dalle crepidini; su questa si affaccia la domus della Pantera, così chiamata per il mosaico bianco e nero dell'atrio, che mostra l'animale mentre si abbevera.